# Thalassius leoninus
Thalassius leoninus är en spindelart som beskrevs av Embrik Strand 1916. Thalassius leoninus ingår i släktet Thalassius och familjen vårdnätsspindlar.
Artens utbredningsområde är Madagaskar. Inga underarter finns listade i Catalogue of Life.